# AVN Award for Best Actress
L'AVN Award for Best Actress è un premio pornografico assegnato all'attrice protagonista votata come migliore dalla AVN, l'ente che assegna gli AVN Awards, riconosciuti come i migliori premi del settore (paragonabile al Premio Oscar).
Come per gli altri premi, viene assegnato nel corso di una cerimonia che si svolge a Las Vegas, solitamente nel mese di gennaio, dal 1984. Dal 1986 al 2008 è stato diviso in due sottocategorie: film e video.

## Vincitrici

### Anni 1980
| Anno       | Vincitrice      | Vincitrice            | Titolo            | Titolo            |
| ---------- | --------------- | --------------------- | ----------------- | ----------------- |
| 1984       | Sharon Mitchell | Sharon Mitchell       | Sexcapades        | Sexcapades        |
| 1985       | Pamela Mann     | Pamela Mann           | X Factor          | X Factor          |
| Anno       |                 |                       |                   |                   |
| Vincitrice |                 |                       |                   |                   |
| Film       | Titolo          | Video                 | Titolo            |                   |
| 1986       | Sheri St. Clair | Corporate Assets      | Ginger Lynn       | Project Ginger    |
| 1987       | Colleen Brennan | Getting Personal      | Nina Hartley      | Debbie Duz Dishes |
| 1988       | Krista Lane     | Deep Throat II        | Shanna McCullough | Hands Off         |
| 1989       | Ona Zee         | Portrait of an Affair | Barbara Dare      | Naked Stranger    |

### Anni 1990
| Anno |                   |                             |                 |                             |
| Anno | Vincitrice        | Vincitrice                  | Vincitrice      | Vincitrice                  |
| Anno | Film              | Titolo                      | Video           | Titolo                      |
| ---- | ----------------- | --------------------------- | --------------- | --------------------------- |
| 1990 | Sharon Kane       | Bodies in Heat - The Sequel | Sharon Kane     | Bodies in Heat - The Sequel |
| 1991 | Hyapatia Lee      | The Masseuse                | Lauren Brice    | Married Women               |
| 1992 | Jeanna Fine       | Hothouse Rose               | Ona Zee         | The Starlet                 |
| 1993 | Ashlyn Gere       | Chameleons                  | Ashlyn Gere     | Two Women                   |
| 1994 | Roxanne Blaze     | Justine                     | Leena La Bianca | Blinded by Love             |
| 1995 | Ashlyn Gere       | The Masseuse                | Ashlyn Gere     | Body & Soul                 |
| 1996 | Jeanna Fine       | Skin Hunger                 | Jenna Jameson   | Wicked One                  |
| 1997 | Melissa Hill      | Penetrator 2: Grudge Day    | Jeanna Fine     | My Surrender                |
| 1998 | Dyanna Lauren     | Bad Wives                   | Stephanie Swift | Miscreants                  |
| 1999 | Shanna McCullough | Looker                      | Jeanna Fine     | Café Flesh 2                |

### Anni 2000
| Anno |                   |                             |                    |                     |
| Anno | Vincitrice        | Vincitrice                  | Vincitrice         | Vincitrice          |
| Anno | Film              | Titolo                      | Video              | Titolo              |
| ---- | ----------------- | --------------------------- | ------------------ | ------------------- |
| 2000 | Chloe             | Chloe                       | Serenity           | Double Feature!     |
| 2001 | Raylene           | Artemesia                   | Serenity           | M Caught in the Act |
| 2002 | Ginger Lynn       | Taken                       | Sydnee Steele      | Euphoria            |
| 2003 | Taylor St. Claire | Fashionistas                | Devinn Lane        | Breathless          |
| 2004 | Savanna Samson    | Looking In                  | Julia Ann          | Beautiful           |
| 2005 | Jenna Jameson     | The Masseuse                | Jessica Drake      | Fluff and Fold      |
| 2006 | Savanna Samson    | The New Devil in Miss Jones | Janine Lindemulder | Pirates             |
| 2007 | Jessica Drake     | Manhunters                  | Hillary Scott      | Corruption          |
| 2008 | Penny Flame       | Layout                      | Eva Angelina       | Upload              |
| Anno | Vincitrice        | Vincitrice                  | Titolo             | Titolo              |
| 2009 | Jessica Drake     | Jessica Drake               | Fallen             | Fallen              |

### Anni 2010
| Anno | Vincitrice                  | Titolo                                                                          |
| ---- | --------------------------- | ------------------------------------------------------------------------------- |
| 2010 | Kimberly Kane               | The Sex Files: A Dark XXX Parody                                                |
| 2011 | Andy San Dimas India Summer | This Ain't Glee XXX An Open Invitation: A Real Swinger's Party in San Francisco |
| 2012 | Jessie Andrews              | Portrait of a Call Girl                                                         |
| 2013 | Lily Carter                 | Wasteland                                                                       |
| 2014 | Remy LaCroix                | The Temptation of Eve                                                           |
| 2015 | Carter Cruise               | Second Chances                                                                  |
| 2016 | Penny Pax                   | The Submission of Emma Marx: Boundaries                                         |
| 2017 | Kleio Valentien             | Suicide Squad XXX: An Axel Braun Parody                                         |
| 2018 | Sara Luvv                   | The Faces of Alice                                                              |
| 2019 | Eliza Jane                  | Anne: A Taboo Parody                                                            |

### Anni 2020
| Anno | Vincitrice    | Titolo                                 |
| ---- | ------------- | -------------------------------------- |
| 2020 | Angela White  | Perspective                            |
| 2021 | Angela White  | Seasons                                |
| 2022 | Lacy Lennon   | Black Widow XXX: An Axel Braun Parody  |
| 2023 | Blake Blossom | An Honest Man                          |
| 2024 | Maitland Ward | Casting Couch / My DP 6                |
| 2025 | Maitland Ward | “Pigeonholed” \| The Predatory Woman 2 |